# Liste der denkmalgeschützten Objekte in Gaming
Die Liste der denkmalgeschützten Objekte in Gaming enthält die 63 denkmalgeschützten, unbeweglichen Objekte der niederösterreichischen Marktgemeinde Gaming im Bezirk Scheibbs.

## Denkmäler
| Foto  |                 | Denkmal | Standort                                                                                             | Beschreibung | Metadaten |
| ----- | --------------- | --- | --- | --- | --- |
| ja    | Datei hochladen | Einlaufkammer Pockaudüker (EK 45) HERIS-ID: 111569 Objekt-ID: 129513seit 2012                                                                       | Hübnersiedlung 2, südlich Standort KG: Altenreith                                                    | Die II. Wiener Hochquellenwasserleitung ist eine 183 Kilometer lange Trinkwasser-Versorgungsleitung für die Stadt Wien. Sie wurde auf Betreiben von Karl Lueger errichtet und nach zehnjähriger Bauzeit am 2. Dezember 1910 als II. Kaiser-Franz-Josef-Hochquellenleitung eröffnet. Der Pockaudüker unterquert mit einer Horizontalentfernung von 150 m die Ortschaft Pockau von der Einlaufkammer EK 45 zur Auslaufkammer AK 46. | BDA-Hist.: Q37825025 Status: Bescheid Stand der BDA-Liste: 2025-06-30 Name: Einlaufkammer Pockaudüker (EK 45) GstNr.: 2975/1, 3047/6 |
| ja    | Datei hochladen | Zugangsstollen 44, 1 Kammer (Wasserschloss/WAG-Stollen) HERIS-ID: 111567 Objekt-ID: 129511seit 2012                                                 | Erlauftalstraße 47, westlich Standort siehe Beschreibung KG: Altenreith                              | Die beiden geschützten Bauwerke der II. Wiener Hochquellenwasserleitung sind der Zugangsstollen 44 (Lage) und eine Kammer mit Wasserschloss/WAG-Stollen (Lage). | BDA-Hist.: Q37825009 Status: Bescheid Stand der BDA-Liste: 2025-06-30 Name: Zugangsstollen 44, 1 Kammer (Wasserschloss/WAG-Stollen) GstNr.: 2943, 3027/1 Hochquellenwasserleitung in Gaming                                                                 |
| ja    | Datei hochladen | Moserhaus/Hammerherrenhaus HERIS-ID: 22746 Objekt-ID: 19085                                                                                         | Erlauftalstraße 34 Standort KG: Altenreith                                                           | Das Moserhaus, ein ehemaliges Hammerherrenhaus, ist ein zweigeschoßiger Bau mit steilen Walmdach aus der Mitte des 17. Jahrhunderts. Das eingeschoßige Wirtschaftsgebäude stammt im Kern aus dem 18./19. Jahrhundert. | BDA-Hist.: Q37872334 Status: Bescheid Stand der BDA-Liste: 2025-06-30 Name: Moserhaus/Hammerherrenhaus GstNr.: 3030 |
| ja    | Datei hochladen | Werksgebäude des ehem. Hammerwerkes Hammer in der Öd / Wasserhammerwerk d. Schraubstockfabrik Leander Grabner HERIS-ID: 21092 Objekt-ID: 17406      | Erlauftalstraße 54 Standort KG: Altenreith                                                           | Das Hammerwerk wurde urkundlich 1784 erwähnt, ist jedoch älter. Im Jahr 1904 wurde es von Leander Grabner erworben und war bis 1960 in Betrieb. 1991 fand es als Schmiedemuseum Verwendung. | BDA-Hist.: Q37858867 Status: Bescheid Stand der BDA-Liste: 2025-06-30 Name: Werksgebäude des ehem. Hammerwerkes Hammer in der Öd/ Wasserhammerwerk d. Schraubstockfabrik Leander Grabner GstNr.: 4234 Grabner-Hammer Altenreith                             |
| ja BW | Datei hochladen | Wasserkraftwerk Gaming HERIS-ID: 22747 Objekt-ID: 19086                                                                                             | Pockau 19 Standort KG: Altenreith                                                                    | Das Wasserkraftwerk wird mit dem Trinkwasser der II. Wiener Hochquellenwasserleitung betrieben und wurde zwischen 1923 und 1926 von den Wiener Elektrizitätswerken errichtet. Es besteht aus der eigentlichen Anlage und einem Verwaltungsgebäude. | BDA-Hist.: Q2551256 Status: Bescheid Stand der BDA-Liste: 2025-06-30 Name: Wasserkraftwerk Gaming GstNr.: .336, .337, .338, .339, 2959/2 Wasserleitungskraftwerk Gaming                                                                                     |
| ja    | Datei hochladen | Forsthaus Pledichen, ehem. Gutshof der Kartause Gaming HERIS-ID: 22748 Objekt-ID: 19087                                                             | Pockau 30 Standort KG: Altenreith                                                                    | Der zweigeschoßige Bau mit Walmdach hat eine Kernsubstanz aus dem 17. Jahrhundert. Die Fassade stammt aus dem Ende des 19. Jahrhunderts. | BDA-Hist.: Q37872350 Status: Bescheid Stand der BDA-Liste: 2025-06-30 Name: Forsthaus Pledichen, ehem. Gutshof der Kartause Gaming GstNr.: .267 |
| ja    | Datei hochladen | Wehrmauer, sog. Türkenmauer HERIS-ID: 31867 Objekt-ID: 28864                                                                                        | bei Pockau 30 Standort KG: Altenreith                                                                | Die sogenannte Türkenmauer war eine rund 4 Meter hohe Bruchsteinmauer, die als Talsperre am Eingang zum Pockaubachtal um 1530 errichtet wurde. | BDA-Hist.: Q37944757 Status: Bescheid Stand der BDA-Liste: 2025-06-30 Name: Wehrmauer, sog. Türkenmauer GstNr.: .267, 2920, 2922 |
| ja    | Datei hochladen | Friedhof mit Kapelle HERIS-ID: 21104 Objekt-ID: 17418                                                                                               | Erlauftalstraße 24 Standort KG: Altenreith                                                           | Der Friedhof wurde 1813 angelegt. Die Kapelle stammt aus dem zweiten Viertel des 19. Jahrhunderts. | BDA-Hist.: Q37858933 Status: § 2a Stand der BDA-Liste: 2025-06-30 Name: Friedhof mit Kapelle GstNr.: 3040 |
| ja    | Datei hochladen | Unter Lug-Kapelle HERIS-ID: 24272 Objekt-ID: 20650                                                                                                  | bei Wiesergraben 16 Standort KG: Brettl                                                              | Die Hauskapelle wurde 1889 erbaut. Der Rechtecksbau hat ein steiles Satteldach, eine profilierte Spitzbogenöffnungen und Ortbänderung. Im Dachgiebel steht eine Statue des hl. Florian, die Tympanonglasmalerei zeigt Maria und eine Ecce-homo-Darstellung und stammt wie die Ampel aus der Bauzeit. | BDA-Hist.: Q37883737 Status: Bescheid Stand der BDA-Liste: 2025-06-30 Name: Unter Lug-Kapelle GstNr.: 1630 |
| ja    | Datei hochladen | Einsteigturm 43, Kanalbrücke Umberg I HERIS-ID: 111566 Objekt-ID: 129510seit 2012                                                                   | Herzog Albrecht-Straße 1, bei Standort siehe Beschreibung KG: Gaming                                 | Die beiden geschützten Bauwerke der II. Wiener Hochquellenwasserleitung sind der Einsteigturm 43 (Lage) und die Kanalbrücke Umberg I (Lage). | BDA-Hist.: Q37824998 Status: Bescheid Stand der BDA-Liste: 2025-06-30 Name: Einsteigturm 43, Kanalbrücke Umberg I GstNr.: 229 Hochquellenwasserleitung in Gaming                                                                                            |
| ja    | Datei hochladen | Aquädukt Umberg II HERIS-ID: 111565 Objekt-ID: 129509seit 2012                                                                                      | Standort KG: Gaming                                                                                  | Das Aquädukt ist ein Teil der II. Wiener Hochquellenwasserleitung. Diese 183 Kilometer lange Leitung wurde auf Betreiben von Karl Lueger errichtet und nach zehnjähriger Bauzeit am 2. Dezember 1910 als II. Kaiser-Franz-Josef-Hochquellenleitung eröffnet. | BDA-Hist.: Q37824988 Status: Bescheid Stand der BDA-Liste: 2025-06-30 Name: Aquädukt Umberg II GstNr.: 240/3 |
| ja    | Datei hochladen | Gamingbachaquädukt HERIS-ID: 24269 Objekt-ID: 20647seit 2012                                                                                        | Tormäuerstraße 16, bei Standort KG: Gaming                                                           | Das Aquädukt ist ein Teil der II. Wiener Hochquellenwasserleitung. Diese 183 Kilometer lange Leitung wurde auf Betreiben von Karl Lueger errichtet und nach zehnjähriger Bauzeit am 2. Dezember 1910 als II. Kaiser-Franz-Josef-Hochquellenleitung eröffnet. | BDA-Hist.: Q37883660 Status: Bescheid Stand der BDA-Liste: 2025-06-30 Name: Gamingbachaquädukt GstNr.: 267/1, 269/1, 270, 4206/1, 4235/1, 262/2 |
| ja    | Datei hochladen | Bildstock HERIS-ID: 21107 Objekt-ID: 17421 | bei Erlauftalstraße 8 Standort KG: Gaming                                                            | Der oktogonale Hausteinpfeiler mit Quaderaufsatzaus stammt aus dem 16. Jahrhundert . | BDA-Hist.: Q37858989 Status: § 2a Stand der BDA-Liste: 2025-06-30 Name: Bildstock GstNr.: 4245 |
| ja    | Datei hochladen | Rathaus HERIS-ID: 21091 Objekt-ID: 17405 | Im Markt 1 Standort KG: Gaming                                                                       | Das jetzige Rathaus, ein dreigeschoßiger Bau mit Satteldach und einer Kernsubstanz aus dem 17. Jahrhundert, war die ehemalige Taverne der Kartause. 1890 erfolgte eine Aufstockung und die Anbringung der historistischen Fassade. | BDA-Hist.: Q29068406 Status: § 2a Stand der BDA-Liste: 2025-06-30 Name: Rathaus GstNr.: .41/2 |
| ja    | Datei hochladen | Mariensäule HERIS-ID: 21109 Objekt-ID: 17423 | bei Im Markt 2 Standort KG: Gaming                                                                   | Ein hoch ragender dreiseitiger Kapitellobelisk, auf dem Maria-Immaculata-Statue thront. | BDA-Hist.: Q37859016 Status: § 2a Stand der BDA-Liste: 2025-06-30 Name: Mariensäule GstNr.: 4138/7 Mariensäule Gaming |
| ja    | Datei hochladen | Kath. Pfarrkirche hll. Philipp und Jakob HERIS-ID: 21088 Objekt-ID: 17402                                                                           | bei Im Markt 23 Standort KG: Gaming                                                                  | Eine Hallenkirche mit eingezogenem Chor und vorgestelltem Westturm. Im Kern ist die Kirche gotisch, die 1712 barockisiert wurde und dabei wurde unter anderem im Süden die Marienkapelle angebaut. | BDA-Hist.: Q20085719 Status: § 2a Stand der BDA-Liste: 2025-06-30 Name: Kath. Pfarrkirche hll. Philipp und Jakob GstNr.: .20 Pfarrkirche Gaming |
| ja    | Datei hochladen | Pfarrhof HERIS-ID: 21095 Objekt-ID: 17409 | Im Markt 25 Standort KG: Gaming                                                                      | Ein zweigeschoßiger Bau mit einer Kernsubstanz aus dem 17. Jahrhundert. Die Fassade ist mit 1906 datiert und wurde 1991 restauriert. | BDA-Hist.: Q37858889 Status: § 2a Stand der BDA-Liste: 2025-06-30 Name: Pfarrhof GstNr.: .22 |
| ja    | Datei hochladen | Ehem. Kartäuserkloster Marienthron HERIS-ID: 22750 Objekt-ID: 19089                                                                                 | Kartause 1 Standort KG: Gaming                                                                       | Die größte Kartause der deutschen Ordensprovinz wurde 1330 durch den österreichischen Herzog Albrecht II. gegründet. | BDA-Hist.: Q64764926 Status: Bescheid Stand der BDA-Liste: 2025-06-30 Name: Ehem. Kartäuserkloster Marienthron GstNr.: 178, 136, .68/3, .68/5 Kartause Gaming                                                                                               |
| ja    | Datei hochladen | Ehem. Kartäuserzelle mit Umfassungsmauern HERIS-ID: 33893 Objekt-ID: 31674                                                                          | Kartause 5 Standort KG: Gaming                                                                       | Kartäuserzelle im Westflügel. Die Zelle hat Stegrahmenfenster in Steingewänden, sowie sgraffitierte Ortquaderung und zwei gartenseitige Flacherker. | BDA-Hist.: Q64764949 Status: Bescheid Stand der BDA-Liste: 2025-06-30 Name: Ehem. Kartäuserzelle mit Umfassungsmauern GstNr.: 177 |
| ja    | Datei hochladen | Ehem. Kartäuserzelle mit Umfassungsmauern HERIS-ID: 33892 Objekt-ID: 31673                                                                          | Kartause 6 Standort KG: Gaming                                                                       | Kartäuserzelle im Westflügel. Die Zelle hat Stegrahmenfenster in Steingewänden. Als Wandmalereifragment ist eine Sonnenuhr aus dem 17. Jahrhundert vorhanden. | BDA-Hist.: Q64764948 Status: Bescheid Stand der BDA-Liste: 2025-06-30 Name: Ehem. Kartäuserzelle mit Umfassungsmauern GstNr.: 176 |
| ja    | Datei hochladen | Ehem. Kartäuserzelle mit Umfassungsmauern HERIS-ID: 33891 Objekt-ID: 31672                                                                          | Kartause 7 Standort KG: Gaming                                                                       | Kartäuserzelle im Westflügel mit gotischem Zellenportal und Kreuzgratgewölben aus dem 17. Jahrhundert. | BDA-Hist.: Q64764947 Status: Bescheid Stand der BDA-Liste: 2025-06-30 Name: Ehem. Kartäuserzelle mit Umfassungsmauern GstNr.: 168 |
| ja    | Datei hochladen | Ehem. Kartäuserzelle mit Umfassungsmauern HERIS-ID: 33890 Objekt-ID: 31671                                                                          | Kartause 8 Standort KG: Gaming                                                                       | Kartäuserzelle im Westflügel mit Giebelluke und Erker mit Steingewändefenster (um 1620/40). | BDA-Hist.: Q64764946 Status: Bescheid Stand der BDA-Liste: 2025-06-30 Name: Ehem. Kartäuserzelle mit Umfassungsmauern GstNr.: 167 |
| ja    | Datei hochladen | Ehem. Kartäuserzelle mit Umfassungsmauern HERIS-ID: 33889 Objekt-ID: 31670                                                                          | Kartause 9 Standort KG: Gaming                                                                       | Kartäuserzelle im Westflügel mit Giebelluke und Kreuzgratgewölben um 1620/40. | BDA-Hist.: Q64764945 Status: Bescheid Stand der BDA-Liste: 2025-06-30 Name: Ehem. Kartäuserzelle mit Umfassungsmauern GstNr.: 162 |
| ja    | Datei hochladen | Ehem. Kartäuserzelle mit Umfassungsmauern HERIS-ID: 33888 Objekt-ID: 31669                                                                          | Kartause 10 Standort KG: Gaming                                                                      | Kartäuserzelle im Westflügel. Diese Zelle ist im aufgestockten Zustand von 1620/40 am besten erhalten. | BDA-Hist.: Q64764944 Status: Bescheid Stand der BDA-Liste: 2025-06-30 Name: Ehem. Kartäuserzelle mit Umfassungsmauern GstNr.: 161 |
| ja    | Datei hochladen | Ehem. Kartäuserzellen mit Umfassungsmauer und Wehrturm HERIS-ID: 33887 Objekt-ID: 31668                                                             | Kartause 12 Standort KG: Gaming                                                                      | Kartäuserzelle und Wehrturm an der südwestlichen Ecke. | BDA-Hist.: Q64764943 Status: Bescheid Stand der BDA-Liste: 2025-06-30 Name: Ehem. Kartäuserzellen mit Umfassungsmauer und Wehrturm GstNr.: .87/1, .87/2, .87/3                                                                                              |
| ja    | Datei hochladen | Ehem. Kartäuserzelle mit Umfassungsmauern HERIS-ID: 33886 Objekt-ID: 31667                                                                          | Kartause 13 Standort KG: Gaming                                                                      | Kartäuserzelle am Südflügel mit steilem Schopfwalmgiebel. | BDA-Hist.: Q64764942 Status: Bescheid Stand der BDA-Liste: 2025-06-30 Name: Ehem. Kartäuserzelle mit Umfassungsmauern GstNr.: .86 |
| ja    | Datei hochladen | Ehem. Kartäuserzelle mit Umfassungsmauern HERIS-ID: 33885 Objekt-ID: 31666                                                                          | Kartause 14 Standort KG: Gaming                                                                      | Kartäuserzelle am Südflügel mit steilem Schopfwalmgiebel. | BDA-Hist.: Q64764941 Status: Bescheid Stand der BDA-Liste: 2025-06-30 Name: Ehem. Kartäuserzelle mit Umfassungsmauern GstNr.: 152 |
| ja BW | Datei hochladen | Kalvarienberg mit Kreuzigungskapelle und 11 Kreuzwegstationen HERIS-ID: 21105 Objekt-ID: 17419                                                      | östlich der Ötscherlandstraße Standort KG: Gaming                                                    | Die Kreuzigungskapelle stammt aus dem 2. Viertel des 18. Jahrhunderts. Die elf Kreuzwegstationen wurden im Zuge einer Restaurierung ab 1984 neu errichtet. | BDA-Hist.: Q37858943 Status: § 2a Stand der BDA-Liste: 2025-06-30 Name: Kalvarienberg mit Kreuzigungskapelle und 11 Kreuzwegstationen GstNr.: 214/1 |
| ja    | Datei hochladen | Pranger HERIS-ID: 21106 Objekt-ID: 17420 | vor Ötscherlandstraße 2 Standort KG: Gaming                                                          | Ein verjüngter abgefaster Sockelpfeiler, datiert mit 1643, mit toskanischem Kapitell, Schmiedeeisen bekrönter Steinzwiebelhaube und angekettetem Bagstein. | BDA-Hist.: Q37858978 Status: § 2a Stand der BDA-Liste: 2025-06-30 Name: Pranger GstNr.: 4138/5 |
| ja    | Datei hochladen | Ehem. Kartäuserzelle mit Umfassungsmauern HERIS-ID: 33874 Objekt-ID: 31655                                                                          | Ötscherlandstraße 20 Standort KG: Gaming                                                             | Die ehemalige Priorenzelle befindet sich ostseitig des kleinen Kreuzganghofes. Der zweigeschoßige Bau mit Biberschwanzziegeldeckung hat eine gotische Dachluke und freigelegte gotische Fenstergewänden sowie eine sgraffitierte Fassadengliederung. Das freigelegte Sonnenuhr-Malereifragment stammt aus dem 17. Jahrhundert. | BDA-Hist.: Q64764930 Status: Bescheid Stand der BDA-Liste: 2025-06-30 Name: Ehem. Kartäuserzelle mit Umfassungsmauern GstNr.: .70 |
| ja    | Datei hochladen | Ehem. Kartäuserzelle HERIS-ID: 33875 Objekt-ID: 31656                                                                                               | Ötscherlandstraße 22a Standort KG: Gaming                                                            | Kartäuserzelle am Ostflügel. | BDA-Hist.: Q64764931 Status: Bescheid Stand der BDA-Liste: 2025-06-30 Name: Ehem. Kartäuserzelle GstNr.: 142 |
| ja    | Datei hochladen | Ehem. Kartäuserzelle mit Umfassungsmauern HERIS-ID: 33876 Objekt-ID: 31657                                                                          | Ötscherlandstraße 23 Standort KG: Gaming                                                             | Kartäuserzelle am Ostflügel mit originalem Dachstuhl und Dachluke. | BDA-Hist.: Q64764932 Status: Bescheid Stand der BDA-Liste: 2025-06-30 Name: Ehem. Kartäuserzelle mit Umfassungsmauern GstNr.: 143/1 |
| ja    | Datei hochladen | Ehem. Friedhofskapelle der Kartause Gaming HERIS-ID: 31866 Objekt-ID: 28863                                                                         | Ötscherlandstraße 25 Standort KG: Gaming                                                             | Die ehemalige Friedhofskapelle wurde zu einem Wohnhaus umgebaut und hat dadurch die meisten Strebepfeiler und Gewölbe eingebüßt. | BDA-Hist.: Q64764927 Status: Bescheid Stand der BDA-Liste: 2025-06-30 Name: Ehem. Friedhofskapelle der Kartause Gaming GstNr.: 172 |
| ja    | Datei hochladen | Ehem. Kartäuserzelle mit Umfassungsmauern HERIS-ID: 33877 Objekt-ID: 31658                                                                          | Ötscherlandstraße 26 Standort KG: Gaming                                                             | Kartäuserzelle am Ostflügel mit originalem Dachstuhl und Dachluke. | BDA-Hist.: Q64764933 Status: Bescheid Stand der BDA-Liste: 2025-06-30 Name: Ehem. Kartäuserzelle mit Umfassungsmauern GstNr.: .75/1, 144/2 |
| ja    | Datei hochladen | Ehem. Kartäuserzelle mit Umfassungsmauern HERIS-ID: 33878 Objekt-ID: 31659                                                                          | Ötscherlandstraße 27 Standort KG: Gaming                                                             | Kartäuserzelle am Ostflügel mit originalem Dachstuhl und Dachluke. | BDA-Hist.: Q64764934 Status: Bescheid Stand der BDA-Liste: 2025-06-30 Name: Ehem. Kartäuserzelle mit Umfassungsmauern GstNr.: .76 |
| ja    | Datei hochladen | Ehem. Kartäuserzelle mit Umfassungsmauern HERIS-ID: 33879 Objekt-ID: 31660                                                                          | Ötscherlandstraße 28 Standort KG: Gaming                                                             | Anmerkung: Dieses Objekt (Ötscherlandstraße 28 auf Gst.-Nr. .78) ist keine ehemalige Kartäuserzelle und dürfte daher vom BDA versehentlich unter Schutz gestellt worden sein, jedoch im Anschluss dahinter (nordwestlich) auf dem Grundstück Nr. 147 und höchstwahrscheinlich mit der Adresse Ötscherlandstraße 30 befindet sich eine ehemalige Kartäuserzelle, die nicht unter Schutz gestellt ist. Offensichtlich ist da dem BDA ein Irrtum unterlaufen und es hat die 2 Objekte verwechselt. | BDA-Hist.: Q64764935 Status: Bescheid Stand der BDA-Liste: 2025-06-30 Name: Ehem. Kartäuserzelle mit Umfassungsmauern GstNr.: .78 |
| ja    | Datei hochladen | Ehem. Kartäuserzelle mit Umfassungsmauern HERIS-ID: 33880 Objekt-ID: 31661                                                                          | Ötscherlandstraße 29 Standort KG: Gaming                                                             | Kartäuserzelle am Ostflügel mit originalem Dachstuhl und Dachluke. | BDA-Hist.: Q64764936 Status: Bescheid Stand der BDA-Liste: 2025-06-30 Name: Ehem. Kartäuserzelle mit Umfassungsmauern GstNr.: .79 |
| ja    | Datei hochladen | Ehem. Kartäuserzelle mit Umfassungsmauern HERIS-ID: 33881 Objekt-ID: 31662                                                                          | Ötscherlandstraße 31 Standort KG: Gaming                                                             | Kartäuserzelle am Ostflügel mit Biberschwanzziegeldach und gotischer Luke. | BDA-Hist.: Q64764937 Status: Bescheid Stand der BDA-Liste: 2025-06-30 Name: Ehem. Kartäuserzelle mit Umfassungsmauern GstNr.: .80/1 |
| ja    | Datei hochladen | Ehem. Kartäuserzelle mit Umfassungsmauern HERIS-ID: 33882 Objekt-ID: 31663                                                                          | Ötscherlandstraße 32 Standort KG: Gaming                                                             | Kartäuserzelle am Ostflügel, der durch niedrigen Vorbauten beeinträchtigt ist. | BDA-Hist.: Q64764938 Status: Bescheid Stand der BDA-Liste: 2025-06-30 Name: Ehem. Kartäuserzelle mit Umfassungsmauern GstNr.: .82 |
| ja    | Datei hochladen | Ehem. Kartäuserzelle mit Umfassungsmauern HERIS-ID: 33883 Objekt-ID: 31664                                                                          | Ötscherlandstraße 33 Standort KG: Gaming                                                             | Kartäuserzelle am Ostflügel mit Biberschwanzziegeldach und gotischer Luke. | BDA-Hist.: Q64764939 Status: Bescheid Stand der BDA-Liste: 2025-06-30 Name: Ehem. Kartäuserzelle mit Umfassungsmauern GstNr.: .83 |
| ja    | Datei hochladen | Ehem. Kartäuserzelle mit Umfassungsmauern HERIS-ID: 33884 Objekt-ID: 31665                                                                          | Ötscherlandstraße 34 Standort KG: Gaming                                                             | Kartäuserzelle am Südflügel mit steilem Schopfwalmgiebel. | BDA-Hist.: Q64764940 Status: Bescheid Stand der BDA-Liste: 2025-06-30 Name: Ehem. Kartäuserzelle mit Umfassungsmauern GstNr.: 151 |
| ja    | Datei hochladen | Ehem. Wirtschafts- und Verwaltungsgebäude der Kartause Gaming HERIS-ID: 32432 Objekt-ID: 29538                                                      | Ötscherlandstraße 36 Standort KG: Gaming                                                             | Das Erdgeschoß stammt aus dem 17. Jahrhundert. In der zweiten Hälfte des 19. Jahrhunderts wurde der Bau aufgestockt und fassadiert. | BDA-Hist.: Q64764928 Status: Bescheid Stand der BDA-Liste: 2025-06-30 Name: Ehem. Wirtschafts- und Verwaltungsgebäude der Kartause Gaming GstNr.: 194/1 |
| ja    | Datei hochladen | Ehem. Lohstampfmühle HERIS-ID: 21098 Objekt-ID: 17412                                                                                               | Ötscherlandstraße 40 Standort KG: Gaming                                                             | Die eingeschoßige Werkshalle mit Satteldach und Rundbogenfenstern wurde im ersten Viertel des 19. Jahrhunderts errichtet. | BDA-Hist.: Q64764925 Status: Bescheid Stand der BDA-Liste: 2025-06-30 Name: Ehem. Lohstampfmühle GstNr.: .87/4 |
| ja    | Datei hochladen | Wohnhaus HERIS-ID: 21100 Objekt-ID: 17414 | Promenade 14 Standort KG: Gaming                                                                     | | BDA-Hist.: Q37858909 Status: Bescheid Stand der BDA-Liste: 2025-06-30 Name: Wohnhaus GstNr.: .56 |
| ja    | Datei hochladen | Ringmauer HERIS-ID: 32436 Objekt-ID: 29542 | Kartause 1, bei Standort KG: Gaming                                                                  | Das Kloster mit der Ringmauer wurde 1330 durch den österreichischen Herzog Albrecht II. gegründet und war zeitweise eines der größten Kartäuserkloster Europas. | BDA-Hist.: Q64764929 Status: Bescheid Stand der BDA-Liste: 2025-06-30 Name: Ringmauer GstNr.: 178, 192/1, 136, 135/2 |
| ja    | Datei hochladen | Auslaufkammer Pockaudüker (AK 46), Ein- und Auslaufkammer Erlaufdüker (EK 48, AK 49), Zugangsstollen 50 HERIS-ID: 111570 Objekt-ID: 129517seit 2012 | Standort siehe Beschreibung KG: Kienberg                                                             | Der Pockaudüker, ein Düker der II. Wiener Hochquellenwasserleitung, unterquert mit einer Horizontalentfernung von rund 150 m die Ortschaft Pockau von der Einlaufkammer EK 45 zur Auslaufkammer AK 46 (Lage). Der Erlaufdüker unterquert mit einer Horizontalentfernung von rund 165 m die Erlauf von der Einlaufkammer EK 48 (Lage) zur Auslaufkammer AK 49 (Lage). Der Zugangsstollen 50 (Lage) gehört auch zu dieser Gruppe von Bauten der Hochquellenwasserleitung. Anmerkung: In der KG Kienberg findet man auf Gst. 4242/4 noch den nicht denkmalgeschützten Zugangsstollen 50A (Lage) welcher sichtbar jüngeren Errichtungsdatums ist. | BDA-Hist.: Q37825035 Status: Bescheid Stand der BDA-Liste: 2025-06-30 Name: Auslaufkammer Pokaudüker (AK 46), Ein- und Auslaufkammer Erlaufdüker (EK 48, AK 49), Zugangsstollen 50 GstNr.: 3560, 3444/1, 3668/2, 3393/24 Hochquellenwasserleitung in Gaming |
| ja    | Datei hochladen | Gasthof Zur Gstetten, ehem. Gutshof HERIS-ID: 24282 Objekt-ID: 20660                                                                                | Erlauftalstraße 76 Standort KG: Kienberg                                                             | Die Bausubstanz von diesem zweigeschoßigen Bau mit Walmdach stammt teilweise aus dem 16./17. Jahrhundert. Die Fensterkörbe im Zopfstil am Obergeschoß wurden um 1780/90 gefertigt. | BDA-Hist.: Q37883788 Status: Bescheid Stand der BDA-Liste: 2025-06-30 Name: Gasthof Zur Gstetten, ehem. Gutshof GstNr.: .325/1 |
| ja    | Datei hochladen | Ehem. Hammerherrenhaus, Weghammer HERIS-ID: 24283 Objekt-ID: 20661                                                                                  | Heinrichweg 1 Standort KG: Kienberg                                                                  | Das ehemalige Hammerherrenhaus war Teil des im frühen 19. Jahrhundert errichteten Töpperwerks. | BDA-Hist.: Q37883809 Status: Bescheid Stand der BDA-Liste: 2025-06-30 Name: Ehem. Hammerherrenhaus, Weghammer GstNr.: .320 Hammerherrenhaus Weghammer, Gaming                                                                                               |
| ja    | Datei hochladen | Ehem. Gießerei, Töpperwerk HERIS-ID: 24286 Objekt-ID: 20664                                                                                         | Heinrichweg 4 Standort KG: Kienberg                                                                  | Das im frühen 19. Jahrhundert errichtete Gebäude besteht aus zwei parallelen langgestreckten Werkhallen, die durch eine barockisierende Schaufassade verbunden sind. Es wurde zunächst als Walzwerk und danach als Gasröhrenfabrik genutzt. Bis zur Schließung 1987 war es als Tempergießerei in Betrieb. | BDA-Hist.: Q37883846 Status: Bescheid Stand der BDA-Liste: 2025-06-30 Name: Ehem. Gießerei, Töpperwerk GstNr.: .322/1, .322/2, .322/3 Töpperwerk Kienberg                                                                                                   |
| ja    | Datei hochladen | Kath. Pfarrkirche hl. Leonhard HERIS-ID: 22492 Objekt-ID: 18825                                                                                     | Kirchenplatz 1 Standort KG: Lackenhof                                                                | Ein Josephinischer Saalbau aus dem Jahr 1786 mit einem eingezogenen Chor. Der schlichte Westturm sowie seitliche Anbauten stammen aus den Jahren 1821/37 und die Sakristei wurde 1957 errichtet. Der Hochaltar aus dem 2. Viertel des 18. Jahrhunderts war ein Seitenaltar der Kartäuserkirche in Gaming und wurde nach deren Auflösung in den 1780er Jahren hierher übertragen. | BDA-Hist.: Q20191159 Status: § 2a Stand der BDA-Liste: 2025-06-30 Name: Kath. Pfarrkirche hl. Leonhard GstNr.: .14 Pfarrkirche hl. Leonhard, Lackenhof |
| ja    | Datei hochladen | Pfarrhof HERIS-ID: 22493 Objekt-ID: 18826 | Kirchenplatz 2 Standort KG: Lackenhof                                                                | Der Pfarrhof in Lackenhof ist ein freistehender zweigeschoßiger Bau mit steilem Schopfwalmdach aus dem 18. Jahrhundert. | BDA-Hist.: Q37869769 Status: § 2a Stand der BDA-Liste: 2025-06-30 Name: Pfarrhof GstNr.: .10 |
| ja    | Datei hochladen | Wegkapelle HERIS-ID: 22404 Objekt-ID: 18736 | Weitental 11, östlich Standort KG: Lackenhof                                                         | Die Wegkapelle an der Straße nach Raneck stammt aus der Mitte des 18. Jahrhunderts. Der quadratische Bau hat ein Halbwalmdach, Korbbogenöffnungen und ein Klostergewölbe. Das Kruzifix stammt aus der Zeit um 1900. | BDA-Hist.: Q37869310 Status: § 2a Stand der BDA-Liste: 2025-06-30 Name: Wegkapelle GstNr.: 79/29 |
| ja    | Datei hochladen | 5 Zugangsstollen, 1 Kammer (Überfallkammer WAG-Stollen), Einsteigturm 41, 41a HERIS-ID: 111561 Objekt-ID: 129491seit 2012                           | Standort siehe Beschreibung KG: Mitterau GstNr.: 1133/1, 1177/3, 1180, 1281/1, 1262, 1015/1, 1526/18 | Das Bundesdenkmalamt schützt unter diesem Eintrag mehrere Bauwerke der II. Wiener Hochquellenwasserleitung, 5 Zugangsstollen (Lage, Lage, Lage, Lage, ), eine Überfallkammer WAG-Stollen (Lage), sowie die Einsteigtürme 41 (Lage) und 41a (Lage). | BDA-Hist.: Q37824937 Status: Bescheid Stand der BDA-Liste: 2025-06-30 Name: 5 Zugangsstollen, 1 Kammer (Überfallkammer WAG-Stollen), Einsteigturm 41, 41a Hochquellenwasserleitung in Gaming                                                                |
| ja    | Datei hochladen | Mitterauaquädukt (WAG-Stollen) HERIS-ID: 111562 Objekt-ID: 129492seit 2012                                                                          | Standort KG: Mitterau                                                                                | Das Aquädukt ist ein Teil der II. Wiener Hochquellenwasserleitung. Diese 183 Kilometer lange Leitung wurde auf Betreiben von Karl Lueger errichtet und nach zehnjähriger Bauzeit am 2. Dezember 1910 als II. Kaiser-Franz-Josef-Hochquellenleitung eröffnet. | BDA-Hist.: Q37824954 Status: Bescheid Stand der BDA-Liste: 2025-06-30 Name: Mitterauaquädukt (WAG-Stollen) GstNr.: 4140/6, 4232/1, 1018/1, 1015/1 |
| ja    | Datei hochladen | Bründlkapelle HERIS-ID: 13361 Objekt-ID: 9539 | bei Erlauftalstraße 22 Standort KG: Mitterau                                                         | Diese Wegkapelle wurde um 1700 errichtet und hat ein verschindeltes Zeltdach. | BDA-Hist.: Q38176130 Status: Bescheid Stand der BDA-Liste: 2025-06-30 Name: Bründlkapelle GstNr.: 1526/19 |
| ja    | Datei hochladen | Wegkreuz, sog. Grubbergkreuz HERIS-ID: 24271 Objekt-ID: 20649                                                                                       | Grubberg-Passstraße Standort KG: Mitterau                                                            | | BDA-Hist.: Q37883697 Status: § 2a Stand der BDA-Liste: 2025-06-30 Name: Wegkreuz, sog. Grubbergkreuz GstNr.: 4138/6 Grubbergkreuz |
| ja    | Datei hochladen | Ruine einer Schmiede HERIS-ID: 22409 Objekt-ID: 18741                                                                                               | bei Ötscherlandstraße 55 Standort KG: Mitterau                                                       | Es sind nur mehr spärliche Reste von Mauerteilen der ehemaligen Schmiede vorhanden. | BDA-Hist.: Q37869343 Status: Bescheid Stand der BDA-Liste: 2025-06-30 Name: Ruine einer Schmiede GstNr.: .185 |
| ja    | Datei hochladen | Wetterbachbrücke HERIS-ID: 26616 Objekt-ID: 23102                                                                                                   | Standort KG: Mitterau                                                                                | Die Wetterbachbrücke und die Hühnernestbrücke sind stählerne Viadukte in Trestle-Bauweise, die in Österreich ansonsten nur bei der Stubaitalbahn zur Anwendung kam. | BDA-Hist.: Q37902789 Status: Bescheid Stand der BDA-Liste: 2025-06-30 Name: Wetterbachbrücke GstNr.: 4240 |
| ja    | Datei hochladen | Hühnernestgrabenbrücke HERIS-ID: 22410 Objekt-ID: 18742                                                                                             | Mitterau 9, bei Standort KG: Mitterau                                                                | Die Hühnernestbrücke und die Wetterbachbrücke sind stählerne Viadukte in Trestle-Bauweise, die in Österreich ansonsten nur bei der Stubaitalbahn zur Anwendung kam. | BDA-Hist.: Q37869353 Status: Bescheid Stand der BDA-Liste: 2025-06-30 Name: Hühnernestgrabenbrücke GstNr.: 4239 Hühnernestbrücke Gaming |
| ja    | Datei hochladen | Blockhaus, sog. Kleine Kaserne HERIS-ID: 22420 Objekt-ID: 18752                                                                                     | Neuhaus 6 Standort KG: Neuhaus                                                                       | | BDA-Hist.: Q37869403 Status: Bescheid Stand der BDA-Liste: 2025-06-30 Name: Blockhaus, sog. Kleine Kaserne GstNr.: .18/1, .18/2 Neuhaus Kleine Kaserne |
| ja    | Datei hochladen | Sog. Kartäusersäule am Zellerrainpass HERIS-ID: 24273 Objekt-ID: 20651                                                                              | Taschelbach Standort KG: Neuhaus                                                                     | Die Kartäusersäule ist eine toskanische Postamentsäule auf einem zweistufigen Stylobat auf der Zellerrain-Passhöhe. Der Schaft zeigt zwei Wappenreliefs der Kartause Gaming und von L(ilienfeld?). Der vierseitige Inschriften- und Bildtafelaufsatz wird von einem Schmiedeeisenkreuz mit Bandelwerk abgeschlossen. | BDA-Hist.: Q37883755 Status: Bescheid Stand der BDA-Liste: 2025-06-30 Name: Sog. Kartäusersäule am Zellerrainpass GstNr.: 123/1 Kartäusersäule am Zellerrainpass                                                                                            |
| ja    | Datei hochladen | Kath. Pfarrkirche Zur Kreuzauffindung HERIS-ID: 22418 Objekt-ID: 18750                                                                              | Neuhaus 11, gegenüber Standort KG: Neuhaus                                                           | Die neugotische Hallenkirche mit eingezogenem Chor und Westturm, geweiht auf das Fest der Kreuzauffindung, wurde 1854 bis 1856 nach Plänen des Architekten Josef Hieser erbaut. | BDA-Hist.: Q37869392 Status: § 2a Stand der BDA-Liste: 2025-06-30 Name: Kath. Pfarrkirche Zur Kreuzauffindung GstNr.: .50 Kirche Neuhaus (Gaming) |
| ja    | Datei hochladen | Flur-/Wegkapelle HERIS-ID: 24270 Objekt-ID: 20648                                                                                                   | Grubberg 4A, bei Standort KG: Polzberg                                                               | | BDA-Hist.: Q37883677 Status: Bescheid Stand der BDA-Liste: 2025-06-30 Name: Flur-/Wegkapelle GstNr.: 996/2 Grubberg-Wegkapelle |

## Ehemalige Denkmäler
| Foto |                 | Denkmal                                                                              | Standort                             | Beschreibung                                                                                                 | Metadaten |
| ---- | --------------- | ------------------------------------------------------------------------------------ | ------------------------------------ | --- | --- |
| ja   | Datei hochladen | Ehem. Kartäuserzellen der Kartause Gaming Objekt-ID: 28862bis 2012                   | Kartause 5 u. a. Standort KG: Gaming | Das Ensemble ist nicht als Denkmal abgegangen, es werden stattdessen die Einzelobjekte in der Liste geführt. | BDA-Hist.: Q106690389 Status: Bescheid Stand der BDA-Liste: 2012-06-06 Name: Ehem. Kartäuserzellen der Kartause Gaming GstNr.: .74/1, 177, 176, 168, 167, 162, 161, .87/1, .87/2, .87/3, .86, 152, .70, .71, .75/1, .76, .78, .79, .80/1, .82, .83, 151 |
| ja   | Datei hochladen | Arbeiterwohnhaus, ehem. Töpperscher Werkbau HERIS-ID: 24284 Objekt-ID: 20662bis 2020 | Heinrichweg 2 Standort KG: Kienberg  | | BDA-Hist.: Q37883827 Status: Bescheid Stand der BDA-Liste: 2020-02-29 Name: Arbeiterwohnhaus, ehem. Töpperscher Werkbau GstNr.: .321 Workers' house of Töpper foundry, Kienberg                                                                         |